# 시티즌 독
《시티즌 독》(Citizen Dog, Mah Nakorn)은 태국에서 제작된 위시트 사사나티앙 감독의 2004년 판타지, 드라마 영화이다. 마하스무트 분야략 등이 주연으로 출연하였고 Aphiradee Iamphungporn 등이 제작에 참여하였다.

## 출연

### 주연
- 마하스무트 분야략
- 상통 켓우통

### 조연
- 사와텅 파라카웡 나 오샤야
- 척 스티븐스
- 라엔쿰 사닌

## 기타
- 원작자: Koynuch
- 미술: 수랏 카티로이